# バック・イン・アクション
『バック・イン・アクション』（原題：Back in Action）は、2025年公開のアメリカ合衆国のアクション・コメディ映画。セス・ゴードン監督、キャメロン・ディアス、ジェイミー・フォックスらが出演。キャメロン・ディアスは『ANNIE/アニー』以来、10年ぶりの女優復帰となった。Netflixで2025年1月17日から配信される（当初予定は2024年11月15日から）。タイトルの「Back in Action」は「活動再開」あるいは「現役復帰」の意味。

## あらすじ
15年前。CIAの凄腕スパイであるエミリー（キャメロン・ディアス）とマット（ジェイミー・フォックス）は、東欧の武器商人バルサザール・ゴールから、世界中のインフラをハッキングし自由に操作できる装置「ICS (Industrial Control Systems) キー」を奪取することに成功する。
2人はMI6のバロン（アンドリュー・スコット）が用意した飛行機に乗り込み国外へ脱出する。機内でエミリーは自分が妊娠したことをマットに告げる。喜ぶ二人だったが、乗務員を装っていた敵に襲撃される。敵を倒していく二人だったが、機長が射殺されたため飛行機は墜落。雪山に接触して大破し、敵の1人はICSキーを持ったまま外に吹き飛ばされた。
飛行機はそのまま墜落し爆発炎上。辛くも脱出した2人は自分たちの死を偽装し、スパイを引退して平和な家庭を築くことを決意する。
そして15年後の現在。14歳になった娘がクラブで夜遊びしていることを知ったエミリーとマットは、クラブへ突入し、絡んできた連中を叩きのめす。その動画がSNSで出回ったことから、2人の生存を知ったチャック（カイル・チャンドラー）が突然、玄関に現れる。ICSキーを回収できなかったゴールの組織がお前たちを狙っている、MI6のバロンもゴールの仲間だ、と告げた瞬間、チャックが狙撃される。
武装集団に家が包囲されるが、エミリーとマットは脱出に成功する。逃走の車中でマットは「実はICSキーは行方不明ではなく、俺がエミリーの母・ジニー（グレン・クローズ）の家に隠した」と告白する。学校からアリスとレオをピックアップし、一家はエミリーの実家があるイギリスへ向かう。

## キャスト
※括弧内は日本語吹替。
- エミリー：キャメロン・ディアス（湯屋敦子）：元CIAのエージェント
- マット：ジェイミー・フォックス（楠大典）：元CIAのエージェント
- アリス：マッケナ・ロバーツ（近藤唯）：マットとエミリーの娘。14歳。
- レオ：ライラン・ジャクソン（松本沙羅）：マットとエミリーの息子。
- ジニー：グレン・クローズ（小宮和枝）：エミリーの母。元MI6の伝説的エージェント
- ナイジェル：ジェイミー・デメトリウ（烏丸祐一）：ジニーの恋人
- チャック：カイル・チャンドラー（森田順平）：CIA時代のマットとエミリーの上司
- バロン：アンドリュー・スコット（上田燿司）：MI6のエージェント。マットと出会う前のエミリーと交際していた。
- ウェンディ：フォラ・エバンス・アキングボラ（小林さとみ）：MI6。バロンの部下
- バルサザール・ゴール：ロバート・ベスタ（西垣俊作）：武器商人